# Fononspredning
Fononspredning betegner en fysisk proces, hvor en eller flere fononer kolliderer med noget og derved ændrer tilstand; fononerne bliver spredt. Et eksempel er Umklapp-processen, hvor to fononer bliver til én fonon uden at bevare impulsen. Dette er muligt, da fononer er kvasipartikler.
| Fysik | Spire Denne artikel om fysik er en spire som bør udbygges. Du er velkommen til at hjælpe Wikipedia ved at udvide den. |